# Prästsjön (Umeå socken, Västerbotten, 707238-171775)
Prästsjön är en sjö i Umeå kommun i Västerbotten och ingår i Umeälven-Hörnåns kustområde. Sjön har en area på 0,0743 kvadratkilometer och ligger 7,1 meter över havet.

## Delavrinningsområde
Prästsjön ingår i det delavrinningsområde (707266-171851) som SMHI kallar för Mynnar i havet. Medelhöjden är 19 meter över havet och ytan är 20,81 kvadratkilometer. Räknas de 2 avrinningsområdena uppströms in blir den ackumulerade arean 51,27 kvadratkilometer. Avrinningsområdets utflöde Strömsbäcken mynnar i havet. Avrinningsområdet består mestadels av skog (57 procent), öppen mark (10 procent) och jordbruk (20 procent). Avrinningsområdet har 0,08 kvadratkilometer vattenytor vilket ger det en sjöprocent på 0,4 procent. Bebyggelsen i området täcker en yta av 0,58 kvadratkilometer eller 3 procent av avrinningsområdet.